# Крістіан Сепунару
Крістіа́н Сепуна́ру (рум. Cristian Săpunaru, нар. 5 квітня 1984, Бухарест) — румунський футболіст, захисник клубу «Пандурій».

## Клубна кар'єра
Народився 5 квітня 1984 року в місті Бухарест. Вихованець футбольної школи клубу «Націонал». Дорослу футбольну кар'єру розпочав 2002 року в основній команді того ж клубу, в якій провів один сезон, взявши участь лише у 5 матчах чемпіонату. У 2003 році грав на правах оренди за «Каллатіс» (Мангалія), а у 2004 році повернувся в «Націонал», де зіграв ще 29 матчів.
Своєю грою привернув увагу представників тренерського штабу клубу «Рапід» (Бухарест), до складу якого приєднався 2006 року. Відіграв за бухарестську команду наступні два сезони своєї ігрової кар'єри. Більшість часу, проведеного у складі бухарестського «Рапіда», був основним гравцем захисту команди.
У 2008 році уклав контракт з клубом «Порту», у складі якого провів наступні чотири роки своєї кар'єри гравця. За цей час тричі виборював титул чемпіона Португалії, став переможцем Ліги Європи 2010-11.
До складу клубу «Реал Сарагоса» приєднався 2012 року.
У 2013-му приєднався до «Ельче».

## Виступи за збірні
У 2006 році залучався до складу молодіжної збірної Румунії. На молодіжному рівні зіграв у 3 офіційних матчах.
У 2008 році дебютував в офіційних матчах у складі національної збірної Румунії. Наразі провів у формі головної команди країни 10 матчів.
У складі збірної був учасником чемпіонату Європи 2008 року в Австрії та Швейцарії.

## Титули та досягнення
- Володар Кубка Румунії (1):

«Рапід» (Бухарест): 2006-07
- Володар Суперкубка Румунії (1):

«Рапід» (Бухарест): 2007
- Чемпіон Португалії (3):

«Порту»: 2008-09, 2010-11, 2011-12
- Володар Кубка Португалії (3):

«Порту»: 2008-09, 2009-10, 2010-11
- Володар Суперкубка Португалії (3):

«Порту»: 2009, 2010, 2011
- Переможець Ліги Європи (1):

«Порту»: 2010-11